# Dicallaneura adulatrix
Dicallaneura adulatrix är en fjärilsart som beskrevs av Hans Fruhstorfer 1904. Dicallaneura adulatrix ingår i släktet Dicallaneura och familjen Riodinidae. Inga underarter finns listade i Catalogue of Life.